# Língua crioula inglesa de Trindade
A língua crioula inglesa de Trindade é uma língua crioula falada em toda a ilha de Trindade. É distinto do crioulo de Tobago — particularmente no nível basilectal — e de outros crioulos ingleses das Pequenas Antilhas. Em 2011, este crioulo era falado por cerca de um milhão de pessoas em Trindade.
O inglês é uma das línguas oficiais do país (a variedade padrão local é o inglês de Trindade e Tobago), mas as principais línguas faladas são os crioulos ingleses de Trindade e Tobago. Ambos os crioulos contem elementos de uma variedade de línguas africanas. O crioulo de Trindade também é influenciado pelo francês e crioulo francês de Trindade e Tobago (patoá).

## História
Assim como outros crioulos baseados no inglês do Caribe, o crioulo de Trindade tem um vocabulário principalmente derivado do inglês. Embora a ilha também tem um crioulo com uma grande parte francês e léxico do crioulo antilhano que foi a principal língua da ilha até o século XIX, quando foi substituído gradualmente, devido à influência dos britânicos.
São falados outras línguas na ilha, como espanhol, uma série de línguas africanas, chinês (principalmente o cantonês, um pouco de hacá, e agora o mandarim) e o boiapuri (que atuou como língua franca entre imigrantes indianos) também influenciaram a língua.